# Beata Zwolańska-Hołod

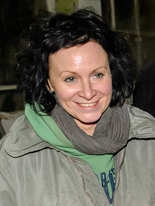
Beata Zwolańska-Hołod (2015)

Beata Zwolańska-Hołod (* 3. Oktober 1975 in Polen) ist eine polnische Bildhauerin.

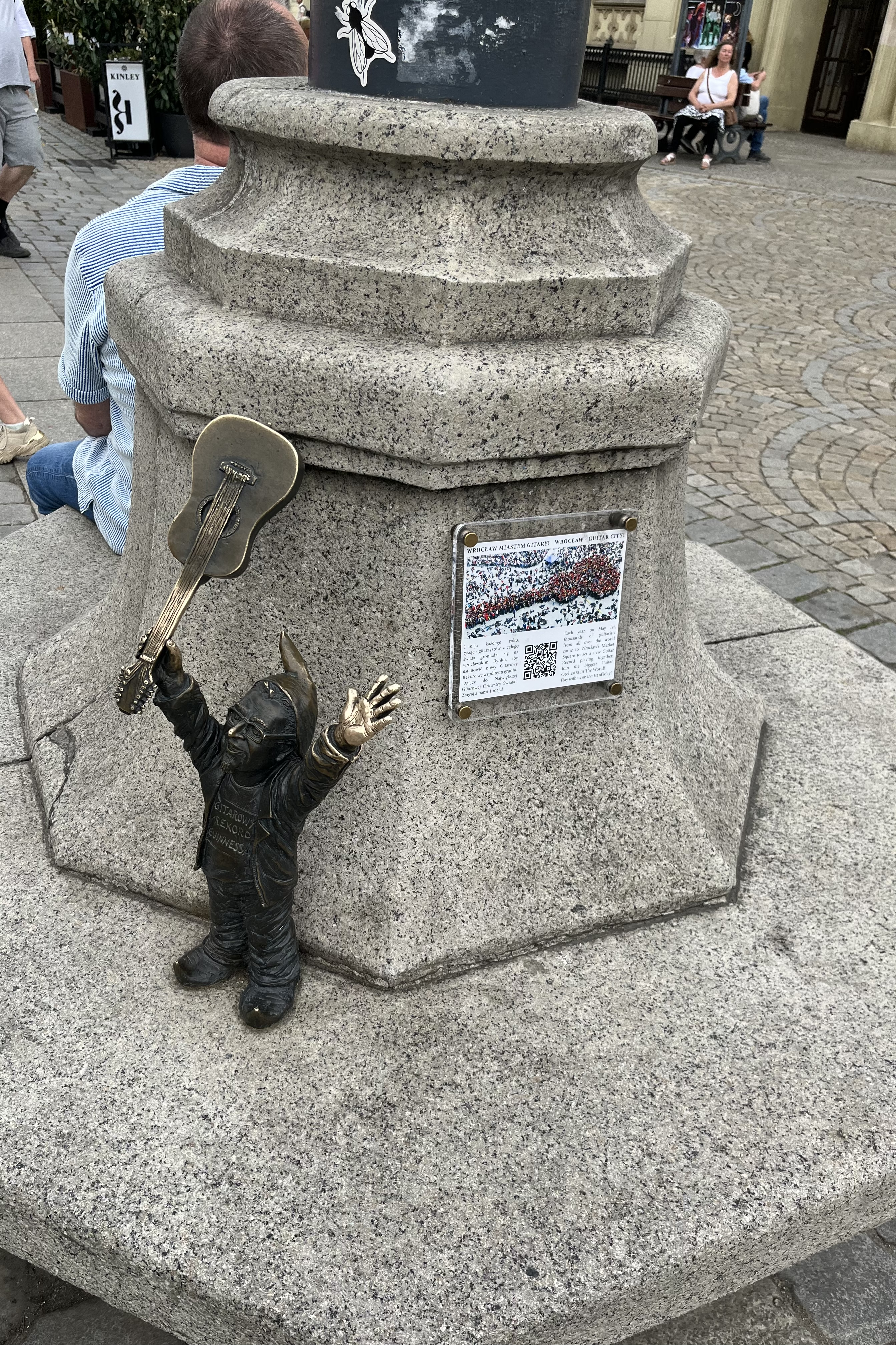
Breslauer Zwerg mit Namen Leszko, der dem polnischen Gitarristen Leszek Cichoński gewidmet ist, mit Hinweisschild auf den jährlich stattfindenden Weltrekordversuch im gemeinsamen Gitarrenspiel (2025)

## Leben und Werk
Beata Zwolańska-Hołod besuchte das Józef-Szermentowski-Kunstgymnasium in Kielce und studierte anschließend Kunst an der Staatlichen Akademie für Kunst und Kunstgewerbe Breslau mit Abschluss im Jahre 2001.
Seit 2005 hat sie mehr als 500 Breslauer Zwerge für die polnische Stadt Breslau geschaffen. Zudem fertigte sie bislang 43 „Breslauer Zwerge“ (Stand: Juni 2025) für die niedersächsische Stadt Hitzacker an. Zwolańska-Hołod wurde außerdem mit der Herstellung von Zwergen für Berlin, Dresden, Warschau (Polen), Lwiw (Ukraine), Vilnius und Kaunas (Litauen), Reykjavík (Island), Guadalajara (Mexiko), Washington, D.C. (Vereinigte Staaten) und weitere Orte beauftragt. Nur selten arbeitet Zwolańska-Hołod an anderen Projekten. Ihre Werke entstehen in einer alten Straßenbahnreparaturhalle in Breslau.
Sie arbeitet auch mit dem Künstler Tymon Hołod und dem Fotografen Tomasz Hołod zusammen.
Anfang der 2000er Jahre wurde sie Mutter eines Sohnes. Beata Zwolańska-Hołod lebt und arbeitet in Breslau.